# آلیسون فالک
آلیسون فالک (انگلیسی: Allison Falk؛ زادهٔ ۳۱ مارس ۱۹۸۷) بازیکن فوتبال اهل ایالات متحده آمریکا است.
از باشگاه‌هایی که در آن بازی کرده‌است می‌توان به باشگاه فوتبال فیلادلفیا ایندپندنس، اسکای بلو اف‌سی، و لس‌آنجلس سل اشاره کرد.